# (29700) Salmon
(29700) Salmon ist ein Asteroid des Hauptgürtels, der am 19. Dezember 1998 vom italo-amerikanischen Astronomen Paul G. Comba am Prescott-Observatorium (IAU-Code 684) in Arizona entdeckt wurde.
Benannt wurde der Asteroid nach dem irischen Mathematiker und Theologen George Salmon (1819–1904), der algebraische Kurven und Oberflächen untersuchte und mehrere Bücher über Geometrie verfasste, die in viele europäische Sprachen übersetzt wurden.